# Huai Mek (huyện)
Huai Mek (tiếng Thái: ห้วยเม็ก) là một huyện (‘‘amphoe’’) ở phía tây của tỉnh Kalasin, đông bắc Thái Lan.

## Địa lý
Các huyện giáp ranh (từ đông bắc theo chiều kim đồng hồ) là Nong Kung Si, Yang Talat của tỉnh Kalasin, Chuen Chom của tỉnh Maha Sarakham và Kranuan của tỉnh Khon Kaen.

## Lịch sử
Tiểu huyện (King Amphoe) đã được thành lập ngày 1 tháng 11 năm 1970, khi ba tambon Huai Mek, Kut Don và Bueng Na Riang được tách khỏi Yang Talat. Đơn vị này đã được nâng thành huyện ngày 12 tháng 4 năm 1977.

## Hành chính
Huyện này được chia thành 9 phó huyện (tambon), các đơn vị này lại được chia thành 81 làng (muban). Có hai thị trấn (thesaban tambon) - Huai Mek and Kham Yai mỗi đơn vị nằm trên một số vùng đất của tambon cùng tên. Ngoài ra có 9 tổ chức hành chính tambon (TAO).
| Số TT | Tên             | Tên tiếng Thái | Số làng | Dân số |  |
| ----- | --------------- | -------------- | ------- | ------ |  |
| 1.    | Huai Mek        | ห้วยเม็ก         | 12      | 9.094  |  |
| 2.    | Kham Yai        | คำใหญ่          | 12      | 7.306  |  |
| 3.    | Kut Don         | กุดโดน          | 13      | 8.369  |  |
| 4.    | Bueng Na Riang  | บึงนาเรียง       | 7       | 3.955  |  |
| 5.    | Hua Hin         | หัวหิน           | 8       | 4.344  |  |
| 6.    | Phimun          | พิมูล            | 7       | 4.149  |  |
| 7.    | Kham Mueat Kaeo | คำเหมือดแก้ว     | 9       | 5.788  |  |
| 8.    | Non Sa-at       | โนนสะอาด       | 7       | 4.091  |  |
| 9.    | Sai Thong       | ทรายทอง        | 6       | 2.620  |  |